# Afrogarypus rhodesiacus
Afrogarypus rhodesiacus es una especie de arácnido del orden Pseudoscorpionida de la familia Geogarypidae.

## Distribución geográfica
Se encuentra en Zimbabue.